# Шальнов, Юрий Васильевич
Ю́рий Васи́льевич Шально́в (18 марта 1929 года, Прудово, Шуйский район, Иваново-Вознесенский округ, Ивановская Промышленная область — 13 ноября 2000 года, Кирово-Чепецк, Кировская область) — советский инженер-химик, организатор химического производства, лауреат Государственной премии СССР (1985). Заслуженный работник промышленности СССР (1990).

## Биография

### Происхождение, образование
Родился в деревне Прудово Ивановской Промышленной области (ныне — деревня Прудово Раменского сельского поселения Палехского района Ивановской области). 
После завершения учёбы в Ивановском химико-технологическом институте в 1951 году получил распределение в город Дзержинск на завод 148, где в послевоенное время на опытно-промышленных установках впервые в стране стали получать фтористый водород, фторорганические продукты (фреон-12 и фреон-11) и гексафторид урана. Работал мастером смены. В декабре того же года был переведён в Кировскую область, на расположенный в рабочем посёлке Кирово-Чепецком завод 752 (приказом от 31 января 1966 года для предприятия было введено наименование «Кирово-Чепецкий химический завод»), где создавалось первое в СССР промышленное производство освоенных ранее на заводе в Дзержинске в опытно-промышленном масштабе продуктов.

### Начало работы наКЧХК
На заводе 752 Юрий Васильевич был назначен сначала старшим мастером цеха № 49 (производства обогащённого лития-6 (6Li), необходимого для получения дейтерида лития-6, являющегося основным компонентом термоядерного оружия), через год — заместителем начальника цеха № 2 по отдельным работам (производство гексафторида урана, необходимого для последующего обогащения урана).
23 сентября 1953 года Юрий Васильевич был назначен начальником цеха № 76 (производство фторорганических продуктов). Незадолго до этого, в мае 1952 года первые тонны фреона-22 были отправлены в Государственный институт прикладной химии (ГИПХ), где работала опытная установка по получению тетрафторэтилена, в свою очередь направляемого на полимеризацию в НИИ полимеризационных пластмасс (НИИПП) с целью получения политетрафторэтилена, названного в СССР «фторопласт-4» (Ф-4).

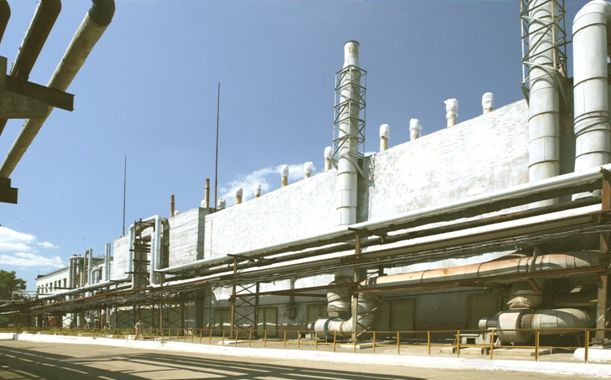
Цех № 76 КЧХК —
Производство фторопласта-4.

Под непосредственным руководством Ю. В. Шальнова было создано крупнейшее в стране производство продукции, обеспечивающей прорыв в космической, оборонной, многих иных отраслях хозяйства. Первоначальной задачей для коллектива цеха стала формализация технических требований к получаемым продуктам. Проект многократно возвращался на доработку в проектный институт с замечаниями завода, ГИПХа, НИИПП, министерства, пока не был утверждён в июне 1955 года. Создание методов анализа, изучение влияния примесей на качество полимера, разработка и реализация мероприятий по совершенствованию технологии — всё это было выполнено в течение нескольких лет в условиях работающего производства.
Разрешение на пуск цеха было получено 30 июня 1956 года. Первоначально загрузка мономера в реактор полимеризации составила 25 кг, что расчётно не позволяло достичь проектного задания на выпуск продукта в количестве 100 тонн в год. С начала 1957 года стали отрабатывать новую схему загрузки с подпиточным способом подачи мономера по ходу полимеризации. Для повышения качества продукта были внедрены коллоидные мельницы (в 1968 году заменены виброкавитационными, разработанными и изготовленными силами СКБМТ), установлены фильтры на все местные подачи сжатого воздуха, помещения поставлены под избыточное давление по сравнению с соседними. Эти меры позволили резко поднять выпуск: с 5,5 тонн в январе до 9,2 в марте. В ЛенНИИхиммаш было направлено задание на проектирование реактора-полимеризатора объёмом 1 м³ (вместо 130 литров), было расширено производство всех полупродуктов: хлороформа, фреона-22, мономера-4. В получении последнего в 1958 году была проведена замена кварцевых печей (трубка диаметром 30 мм и длиной 5,5 м) на нихромовые, и совершён переход от индивидуальных (после каждой печи) промывных систем к объединённой.
Общий спрос на фторопласт возрастал стремительно — к 1960 году от цеха требовали увеличить производство до 800 тонн в год (при установочной мощности в 100 тонн). Кубометровый реактор был получен в 1961 году и в сентябре включён в работу. К 1963 году в заводской лаборатории была проведена расшифровка примесей во фреоне-22 и тетрафторэтилене, что позволило значительно улучшить качество продукта. В 1961—1962 годах под руководством Юрия Васильевича были реализованы несколько технических решений: внедрены на стадии пиролиза печи с непосредственным подводом напряжения к пиролизной трубке; установлены улавливатели хлористого водорода на абсорбции из газов синтеза фреона-22; изготовлены и внедрены тарельчатые колонны на ректификации фреона-22.
18 февраля 1965 года министерство утвердило проектное задание на расширение производства в цехе до 2000 тонн Ф-4 в год. В ходе проведённой реконструкции была выполнена замена сборников мономера объёмом 130 литров на 300-литровые, установлены дополнительные реакторы-полимеризаторы, введён двухстадийный процесс полимеризации — при котором после появления в газовой среде мономера твёрдых частиц полимера, становящихся точками роста полимерных цепей, давление в реакторе значительно понижалось без снижения скорости процесса, при этом качество продукта повысилось, а опасность взрывного разложения уменьшилась. Для увеличения производительности было решено увеличить втрое объём реакторов-полимеризаторов, с соответствующим увеличением массы начальной загрузки мономера. Полимеризация на первом реакторе объёмом 3 м³ была отработана в 1974 году. Начиная со следующего года ежегодно монтировались и включались в работу по 2—3 полимеризатора этого типа.
В 1974 году Юрий Васильевич (член партии с 1956 года) был избран секретарём (освобождённым) заводского комитета КПСС.

### Главный инженер КЧХК
В 1977 году Юрий Васильевич Шальнов был назначен главным инженером Кирово-Чепецкого химического завода. На протяжении 17 лет (с 31 марта 1977 года по 7 декабря 1994 года) он являлся техническим руководителем предприятия, ставшего в этот период крупнейшим в химической отрасли Европы. Под руководством Ю. В. Шальнова были реконструированы все основные производства, осуществлён ввод в строй действующих производств аммиачной селитры, азотной кислоты, аммиака и азотно-фосфорных удобрений. 12 мая 1977 года Юрий Васильевич возглавил первый состав Научно-технического совета предприятия, которое 3 января 1978 года было реорганизовано в Кирово-Чепецкий химический комбинат.
После организации производств гексафторида урана на Урале и в Сибири на КЧХЗ поступило распоряжение Минсредмаша о прекращении его выпуска в Кирово-Чепецке. Производство с 1977 года было переориентировано на переработку опасных отходов, направляемых другими заводами, с выпуском тетрафторида урана в виде товарного продукта. Для каждого вида урановых отходов, имевших разный состав и структуру (называемые грильяжем прокалённые отходы, концентрат, диацетат, кальциевые соли, закись-окись) была разработана своя технология. С 1980 года начался выпуск тетрафторида урана повышенного качества, пригодного для изготовления «специзделий». В 1986 году постановление ЦК КПСС и СМ СССР наметило увеличение этого производства, но в начале 1990-х годов ситуация изменилась, и оно было законсервировано. Кроме того, с 1982 на опытной, а с 1984 года — на промышленной установке была начата переработка неудобного для хранения отвального гексафторида урана, с получением тетрафторида урана (который нелетуч и хранится при нормальном давлении) и востребованного фреона-113.
В производстве фторопластов в 1975—1980 годы было проведено большое количество мероприятий для стадии получения фреона-22: освоены реакторы синтеза объёмом 6 м³, внедрены колонны ректификации диаметром 1200 мм, графитовые колонны на улавливание фтористого водорода, схемы непрерывного получения товарной смеси плавиковой и соляной кислот из газов синтеза. В 1984 году был осуществлён перевод процессов пиролиза и полимеризации на центральные щиты управления. С 1985 года все печи пиролиза мономера-4 перевели на пиролиз с паром, что увеличило конверсию фреона-22 на 14 %, а выход мономера — на 15 %. С целью удовлетворения пожеланий потребителей были освоены новые марки фторопласта-4 (Ф-4): свободносыпучего Ф-4А (не агрегирующегося в порошкообразном состоянии), немолотого Ф-4РБ, термообработанного Ф-4ТГ, тонкодисперсного (40, 20 мкм). Получило развитие изготовление изделий из фторопластов различными способами переработки; для каждого изделия и каждого фторопласта в каждом из процессов переработки требовалась своя оснастка, для разработки и производства которой был создан крупный инструментальный участок. За успехи в этой области предприятием было получено 80 медалей ВДНХ, по специальному заданию было изготовлено емкостное оборудование и запорная арматура для нейтринного телескопа на Баксанской обсерватории.
Расширение выпуска фторсодержащих сополимеров и фторкаучуков сдерживалось нехваткой приобретаемых фторэмульгаторов, поэтому в 1980—1984 годах был освоен выпуск олигомерных фторангидридов на основе окиси мономера-6 (М-О6). Соли, полученные из этих олигомеров, были эффективными эмульгаторами, их применение в производстве фторопластов-40, -42, -2М, -3М, -4Д позволило гомогенизировать процесс полимеризации и, как следствие, улучшило физико-механические свойства и повысило теплостойкость продукции, в ряде случаях для продуктов были уставлены новые марки: фторопласт-40Э, -42Э, -2МЭ, а также начат выпуск фторопласта-32Л (сополимера трифторхлорэтилена и фтористого винилидена). С 1984 года стали выпускать М-6 с содержанием основного вещества 99,999 %. В дополнение к освоенным ранее фторкаучукам СКФ-32 и СКФ-26 к 1981 году были получены марки СКФ-26НМ и СКФ-26ОНМ, что позволило обеспечить новым классом резин авиационную, космическую, радиационную технику. В 1982—1983 годах было закончено создание установок по сушке фторопласта-4Д в кипящем слое и по сушке фторопластов-3, -3М, -2М в аэрофонтаных сушилках.
Юрий Васильевич активно поддерживал проводимые организованным на предприятии СКБ МТ работы в области медицинской техники. Были впервые в СССР разработаны и внедрены в клиническую практику усовершенствованные протезы клапана сердца — поворотно-дисковые (в начале 1980-х годов) и двустворчатые. При СКБ МТ была создана лаборатория искусственного сердца, в которой был создан образец искусственного сердца «Герц-02» в ранцевом исполнении, успешно испытанный в 1985 году.

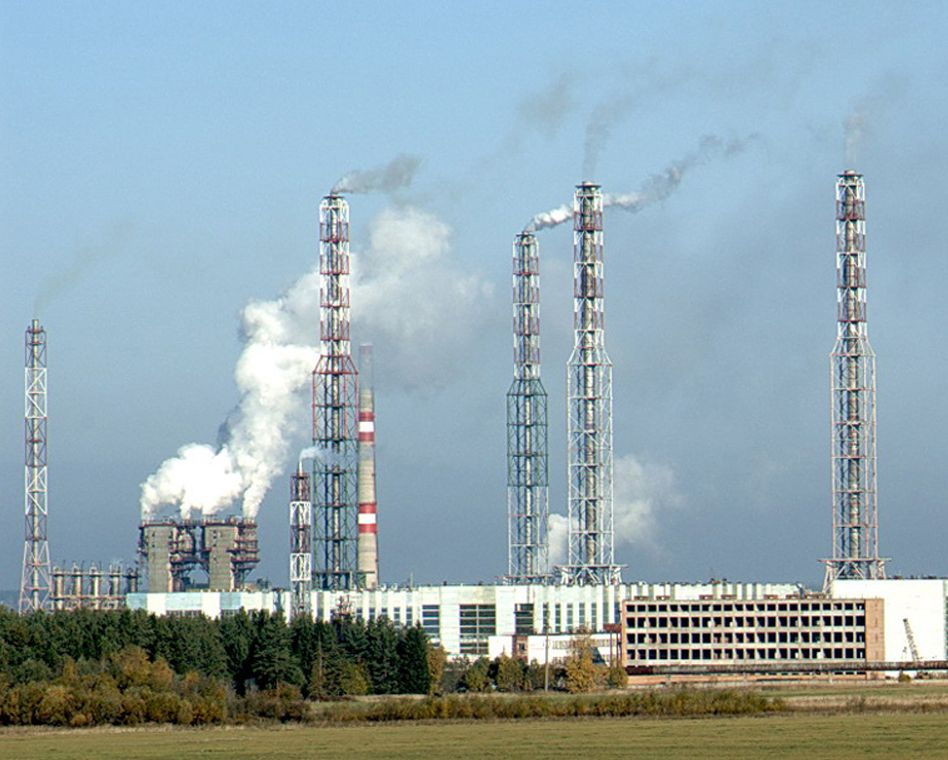
Завод минеральных удобрений КЧХК

Наиболее масштабные технические задачи Ю. В. Шальновым были решены при создании завода минеральных удобрений — при вводе в строй действующих производств аммиачной селитры, азотной кислоты, аммиака и азотно-фосфорных удобрений. 3 января 1978 года предприятие было реорганизовано в Кирово-Чепецкий химический комбинат.
На первом этапе строительства ЗМУ была создана технологическая инфраструктура: запущены азотно-кислородная станция для покрытия потребности в криогенных продуктах и система азотопроводов, воздушно-компрессорная станция для обеспечения сжатым воздухом и система воздуховодов; были проложены газопроводы, по которым первый природный газ был принят 28 августа 1978 года; решены вопросы электроснабжения (построены ЛЭП-500 от Костромской ГРЭС и две крупные электроподстанции, с вводом которых в эксплуатацию Кировская областная энергосистема вошла в Единую энергосистему страны); были созданы объекты обеспечения производства паром и водой; была проведена полная реконструкция железнодорожной станции Чепецкая.
В производстве азотной кислоты её первая партия была получена на агрегате УКЛ-7-76 26 октября 1978 года, в 1979 году были запущены 2 аналогичных агрегата, в 1982 году — 2 более мощных агрегата АК-72, в 1988—1989 годах 2 аппарата нового поколения УКЛ-7-76, после чего комбинат стал лидером азотной промышленности страны.
28 декабря 1978 года был осуществлён выпуск первой кирово-чепецкой гранулированной аммиачной селитры. В феврале 1982 года был сдан в эксплуатацию 2-й агрегат АС-72. Вехой в улучшении качества продукции стало использование в качестве добавки к селитре магнезиальной азотнокислотной вытяжки из шлама, получаемого в цехе водоподготовки (включающего соединения магния, кальция, алюминия, железа, кремния). Пик выпуска этого удобрения был в 1990 году (1 миллион 29 тысяч тонн), что на 15 % превысило проектную мощность и стало абсолютным рекордом среди всех заводов страны.
Сложнейшим периодом в работе Ю. В. Шальнова стало освоение выпуска аммиака. Его получение происходит по многостадийной схеме с множеством каталитических и других химических реакций, осуществляемых при очень высоких температуре и давлении. Для автоматизированного управления процессами 30 сентября 1980 года в эксплуатацию был принят первый на предприятии управляющий вычислительный комплекс М-6000. В начале 1982 года был запущен первый отечественный компрессор синтез-газа. 18 марта — получен первый кирово-чепецкий аммиак. В ноябре 1983 года агрегат АМ-70 вышел на проектную мощность, в июле 1985 года была получена миллионная тонна аммиака. В октябре 1984 года на проектную мощность вышла вторая очередь — агрегат АМ-76, с японским компрессором синтез-газа.
В производстве сложных удобрений на ЗМУ объединили создание сырьевой базы (кислотное вскрытие апатитов) и получение готовой продукции (нитроаммофосфата). В первой половине 1985 года на технологических участках было начато опробование оборудования, в сентябре поступили первые минераловозы с апатитовым концентратом. 13 ноября 1985 года гранулы кирово-чепецких двойных удобрений поступили на отгрузку. В 1990-е годы были отработаны режимы выпуска удобрений с микроэлементами и окрашенных удобрений, освоен выпуск более дешёвого обеднённого удобрения.

### Последние годы
В 1994 году Ю. В. Шальнов вышел на заслуженный отдых. Скончался 13 ноября 2000 года. Похоронен на аллее почётных захоронений кладбища Злобино в Кирово-Чепецке.

## Эвристическаядеятельность
Юрий Владимирович Шальнов одним из первых в Кировской области, в 1965 году, был удостоен почётного звания «Заслуженный рационализатор РСФСР» (учреждено в 1961 году).
Он является автором и соавтором 10 изобретений и 97 рационализаторских предложений, наиболее известными из которых были: использование для окончательной нейтрализации кислых примесей содового раствора вместо щелочного; рассольная осушка фреона сырца и пиролизата, крупногабаритные реакторы.

## Награды
Государственные награды Ю. В. Шальнова:
- Лауреат Государственной премии СССР (1985 год)
- два Ордена Трудового Красного Знамени
- два Ордена «Знак Почёта» (1954, 1959 годы)
- Заслуженный работник промышленности СССР (1990 год) — «за выдающиеся достижения в повышении эффективности химического производства, обеспечение выпуска продукции высокого качества»[58]
- Заслуженный рационализатор РСФСР (1965 год)
- Медаль «За трудовую доблесть»
- Медаль «За доблестный труд. В ознаменование 100-летия со дня рождения Владимира Ильича Ленина» (1970 год)
- Медаль «Ветеран труда»

Негосударственные награды Ю. В. Шальнова:
- Почётный гражданин города Кирово-Чепецка (1996)[59][60]
- Медали ВДНХ (серебряная, бронзовая)